# Genesys
Genesys je výuková počítačová hra, vydaná v roce 2000 pro operační systém Microsoft Windows a Apple Macintosh. Hru vyvinuly společnosti Cybele Productions a Wanadoo Edition.
Hra umožňuje hráči prozkoumat klíčové události evoluce, důležité pro různé lidské společnosti.